# Irodouër
Irodouër település Franciaországban, Ille-et-Vilaine megyében. Lakosainak száma 2308 fő (2022. január 1.). Irodouër Bédée, Landujan, Miniac-sous-Bécherel, Romillé, Saint-Pern és La Chapelle du Lou du Lac községekkel határos.

## Népesség
A település népességének változása:
| Lakosok száma | 1236 | 1211 | 1286 | 1811 | 2169 | 2231 | 2262 | 2263 | 2263 | 2308 |
|               | 1968 | 1982 | 1990 | 2006 | 2013 | 2015 | 2017 | 2019 | 2020 | 2022 |